# Maciej Biega (dziennikarz)

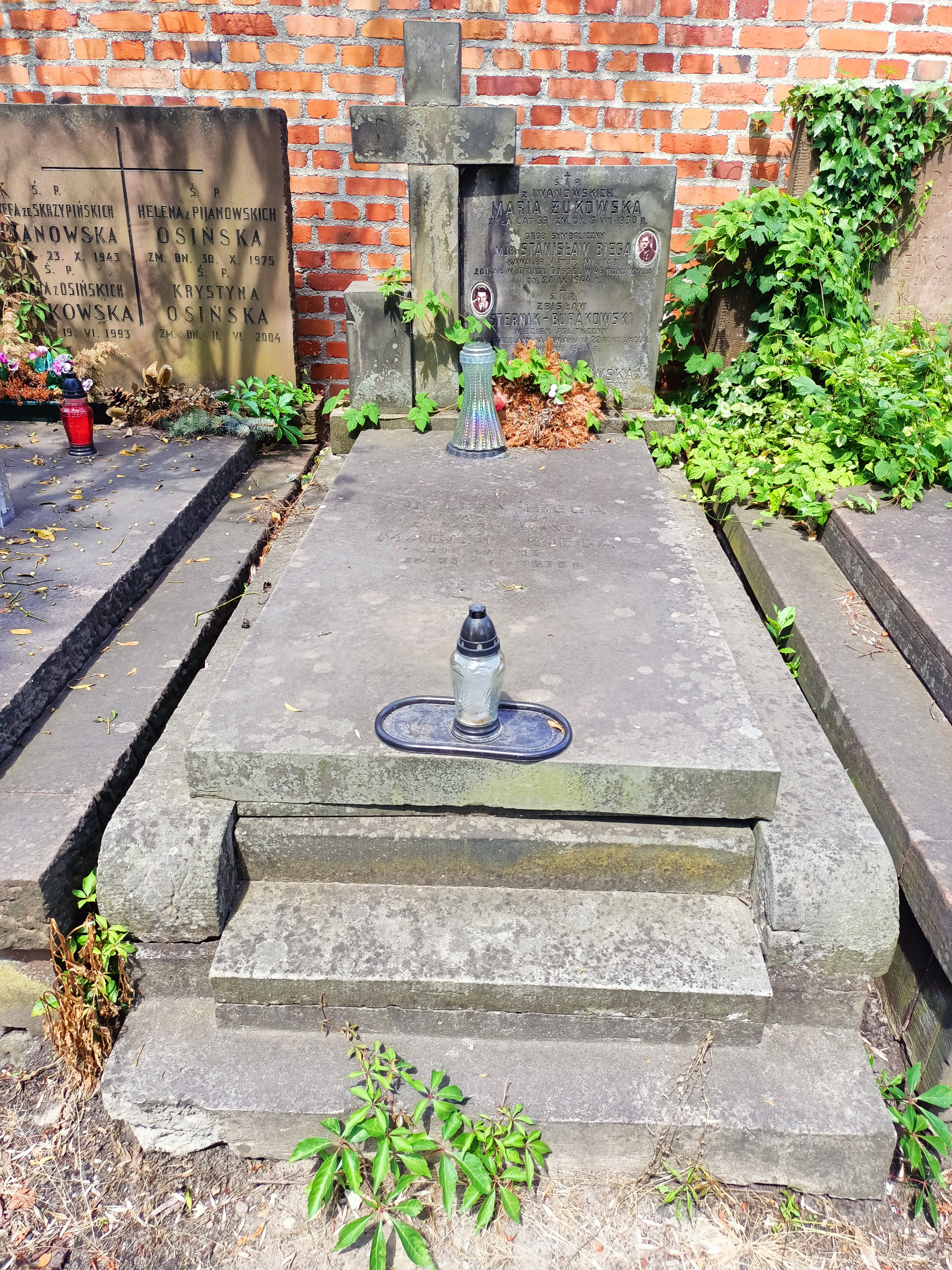
grób Macieja Biegi na Cmentarzu Powązkowskim

Maciej Biega (ur. 5 czerwca 1939 w Warszawie, zm. 23 stycznia 1993 w Łodzi) – polski dziennikarz sportowy, brydżysta.
Był synem Stanisława i Eugenii z Żukowskich. W 1960 ukończył studia na Wydziale Dziennikarskim Uniwersytetu Warszawskiego. W latach 1961–1969 był dziennikarzem Sztandaru Młodych, od kwietnia 1970 przez kolejne 20 lat pracował w tygodniku Sportowiec, w którym był sekretarzem redakcji i zastępcą redaktora naczelnego. Równocześnie od sierpnia 1977 do czerwca 1978 pracował w Głosie Pracy. Był także dziennikarzem tygodnika Mecz i bezpośrednio przed śmiercią kierownikiem działu sportowego pisma Nowa Europa. Komentował wyścigi kolarskie m.in. Wyścigu Pokoju, prowadził audycję telewizyjną Piłka w grze. 
Był również brydżystą, grał w rozgrywkach I i II ligi, w 1967 występował w zespole Polskie Radio-Eterek Warszawa, który sięgnął po drużynowe mistrzostwo Polski w brydżu sportowym (nie rozegrał wymaganych regulaminem do zdobycia tytułu mistrzowskiego 40 % rozdań), w latach 1980-1984 był członkiem zarządu Polskiego Związku Brydża Sportowego.
W 1974 zdobył Nagrodę Główną "Złote Pióro" przyznawaną przez Klub Dziennikarzy Sportowych.
Zmarł na stadionie Widzewa Łódź podczas wywiadu.
Pochowany na Cmentarzu Powązkowskim w Warszawie kwatera PPRK rząd 1 grób 240.